# Callirrhoé (lune)
Pour les articles homonymes, voir Callirrhoé.
Callirrhoé (J XVII Callirrhoe), aussi appelée Callirhoé, est un satellite naturel de Jupiter. 

## Découverte
Elle fut découverte en 1999 (d'où sa désignation temporaire S/1999 J 1) dans le cadre du projet Spacewatch. Elle fut d'abord répertoriée comme un astéroïde, désignation 1999 UX18, mais Timothy B. Spahr réalisa qu'il s'agissait en fait d'une lune de Jupiter.

## Caractéristiques
Elle appartient au groupe de Pasiphaé, constitué de lunes irrégulières et rétrogrades qui orbitent Jupiter à des distances entre 22,8 et 24,1 millions kilomètres et à des inclinaisons variant de 144,5° à 158,3°.

## Onomastique
Elle tire son nom de la fille d'Achéloos, épouse d'Alcméon. Lorsque ce dernier fut tué par le père de sa première épouse, Callirrhoé pria Zeus de rendre adultes ses enfants afin qu'ils puissent venger leur père, et Zeus le lui accorda.